# Младата земя
„Младата земя“ (на английски: The Young Land) е американски уестърн от 1959 година с участието на Денис Хопър.

## Сюжет
1848 година. След края на Мексиканско-американската война щата Калифорния е присъединен към САЩ. Там американският стрелец, Хетфилд Карнс (Денис Хопър) убива един мексиканец. Той е арестуван за убийството от Джим Елисън (Патрик Уейн), бивш американски морски пехотинец, сега шериф без пистолет и значка. Назначен от видния бизнесмен и политик Дон Роберто де ла Мадрид (Роберто Де Ла Мадрид), Елисън проявява интерес към разглезената му дъщеря, Елена (Ивон Крейг). В града пристига съдията Милард Ишам (Дан О′Хърлихи), придружен от заместник-шерифа Бен Строуд (Клиф Кетчъм), за да проведе процеса срещу Карнс. Издирваният мъжага, Лий Хърн (Кен Къртис) има свои собствени проблеми със закона, но е готов да помага на Елисън, като негов заместник. Процесът започва и цялото испаноезично население на младата американска земя е в очакване да разбере, дали новото американско правосъдие ще осъди Карнс.

## В ролите
- Патрик Уейн като шериф Джим Елисън
- Денис Хопър като Хетфилд Карнс
- Ивон Крейг като Елена де ла Мадрид
- Дан О′Хърлихи като съдия Милард Ишам
- Роберто Де Ла Мадрид като дон Роберто де ла Мадрид
- Клиф Кетчъм като заместник-шериф Бен Строуд
- Кен Къртис като Лий Хърн
- Педро Гонзалес-Гонзалес като заместник Сантяго
- Ед Суини като Съли
- Джон Кихада като Васкеро
- Мигел Комачо като Мигел
- Том Тайнър като съдебния служител Чарли Хигинс
- Карлос Ромеро като Франциско Кирога
- Еди Хуареги като Дрифтър

## Номинации
- Номинация за Оскар за най-добра оригинална песен, за песента Strange Are the Ways of Love на Димитри Тьомкин и Нед Уошингтън от 1960 година.